# Oenopota rufa
Oenopota rufa är en snäckart som först beskrevs av Montagu 1803.  Oenopota rufa ingår i släktet Oenopota och familjen kägelsnäckor. Inga underarter finns listade i Catalogue of Life.